# Chlorophorus perroti
Chlorophorus perroti là một loài bọ cánh cứng trong họ Cerambycidae.